# 天體製圖學

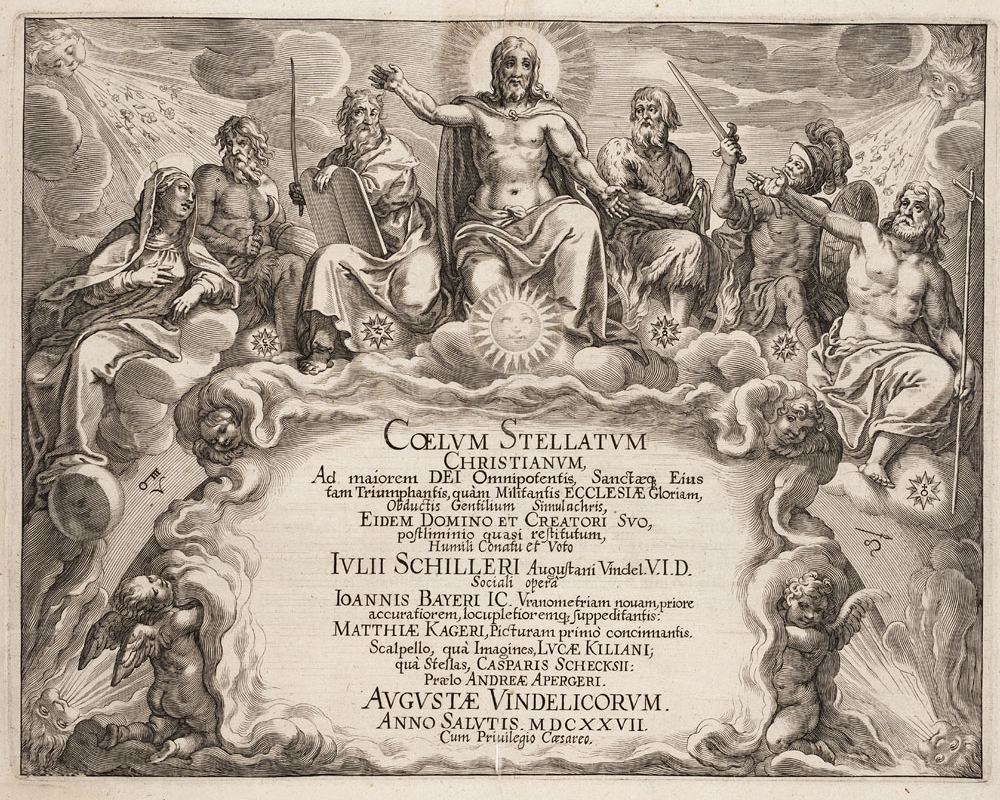
尤利烏斯·席勒的《基督之星》的標題頁。

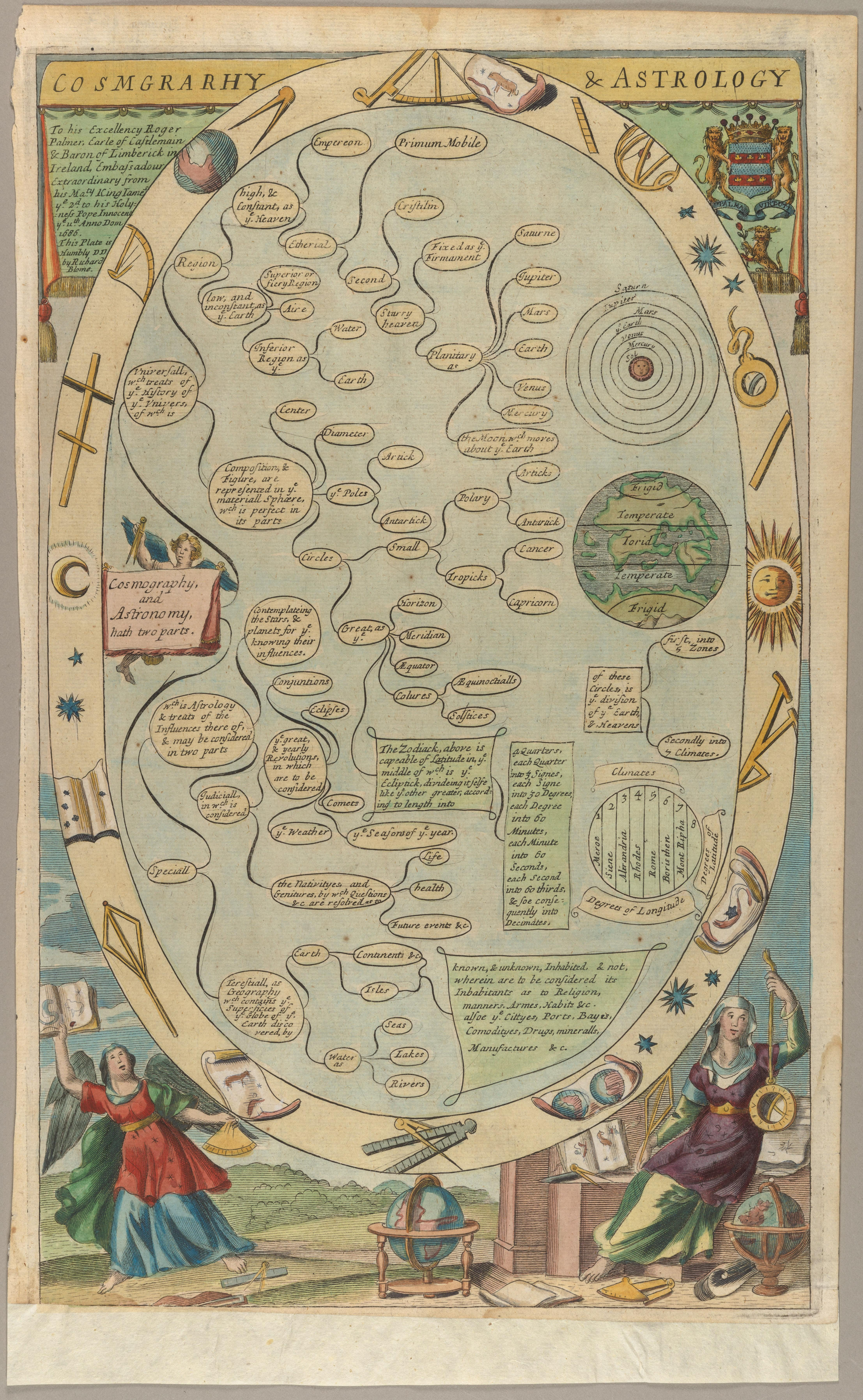
這幅印刷品發表在理查德·布洛姆的《紳士的娛樂》（1686年）上，展示了宇宙學可以有多種多樣的應用方式。

天體製圖學，又称星圖學（英語：Uranography），是天文學的初步和地圖學的分支，涉及在天球上測繪恒星、星系和其他天體。測量繪製圖表對象的位置和亮度，需要各種儀器和科技。這些科技從使用象限儀和肉眼進行角度量測，到與具有放大光量的透鏡相結合的六分儀，發展到現時的方法，包括電腦與自動化的太空望遠鏡。
歷年來，天文學家製作行星位置表、星表和星圖供業餘愛好者和專業天文學家使用。最近，電腦化的星圖已經編制完成，而且望遠鏡的自動定位已經使用了恒星和其它天體的資料庫。

## 詞源學
uranography這個字源自希臘的ουρανογραφια（通用希臘語 ουρανος "天空，天" + γραφειν "寫"）通過拉丁語成為"uranographia"。在文藝復興時期，「uranography」被用作各種[[#星圖集|星圖集]的書名。在19世紀，星圖學被定義為對天空的描述；以利亞·H·伯里特（Elijah H. Burritt）將其重新定義為天上的地理。uranography在德語的單數詞是"Uranographie"，在法語是"uranographie"，還有在義大利語"uranografia".

## 天體測量學
天体测量学是天文学当中一个古老的分支，以测量恒星的位置和其他会运动天体的距离和动态为主，理论上可以涉及对行星、恒星、黑洞和星系乃至任何天体的测量。天文测量的技术协助鉴别出各种天体独特的运动，在人类理解可见天空的结构上起到了重大作用，也成为了天体制图的重要工具。

## 星表
|                               |                                                            |                         |
| Aquarius according to Hyginus | 約翰·拜耳以魯道夫星曆表為基礎， 在《測天圖》中繪製的寶瓶座 | 依據KStars繪製的 寶瓶座 |

繪製星圖的决定性事實來源自然是星表。這一點在《詩學天文學家》比較富有想像力的星圖（古代敘事文字旁的插圖），在約翰·拜耳根據第谷·布拉赫精確恒星位置測量得出的魯道夫星曆表繪製的星圖中是顯而易見的。

### 歷史上的重要星表
- c:AD 150, 天文學大成：包含由托勒密編制的上古時期最後一張已知的星表，共1,028顆星星。
- c.964, 恆星之書：阿拉伯天文學家蘇菲編輯的阿拉伯文版《天文學大成》。
- 1627, 魯道夫星曆表：包含第一個西方啟蒙運動的星表，根據第谷·布拉赫精確量測的1,005顆恒星。
- 1690, 天文學前驅（英语：Prodromus Astronomiae）：由赫維留斯為他的《Firmamentum Sobiescanum》（蒼天）所創作，1,564顆星星。
- 1729, 不列顛星表：由約翰·佛蘭斯蒂德為他的Atlas Coelestis（英语：Atlas Coelestis）製作的星表，以10角秒的精確度定位了3,000多顆恒星。
- 1903, 波恩星表：由弗里德里希·阿格蘭德和合作者製作，約有46顆恆星。

## 星圖

### 肉眼的
- 西元前15世紀：為埃及女法老王哈特謝普蘇特服務的建築師兼部長Senenmut（英语：Senenmut），在陵墓TT71（英语：TT71）的天花板上裝潢著一個大而寬的星圖。
- c:a 1 CE ??：詩像天文（英语：De Astronomica）。據稱是由[希吉努斯|蓋烏斯·朱利葉斯·海吉努斯]]所做。
- 西元1092年：蘇頌的新儀象法要。一篇鐘錶學的論文，其中有現存最早以印刷形式存在的星圖。蘇頌的星圖還顯示了極星的修正位置，這是由於蘇頌的同輩博學科學家沈括的天文觀測成果而辨認的。
- 西元1515年：歐洲首張印刷的星圖。由阿爾布雷希特·杜勒雕刻，在德國紐倫堡出版[9]。
- 西元1603年：測天圖(Uranometria)。約翰·拜耳根據克卜勒依據第谷的精密觀測編輯的魯道夫星曆表製作出第一張西方的現代星圖。
- 西元 1627年：尤利烏斯·席勒出版了星圖集基督教星圖（英语：Coelum Stellatum Christianum）。他用聖經和早期基督教人物取代了傳統星座造型。
- 西元1660年：安德烈亞斯·塞拉里烏斯的星空圖和諧大宇宙。其特色是約翰內斯·揚松紐斯的大圖集(Atlas Maior)中的第11卷。
- 西元1693年：赫維留斯撰寫的《天穹天體測量學》。根據赫維留斯有1,564顆恆星，且更新了許多新恆星位置的《天文學前驅》圖。

### 望遠鏡的
- 1729年：約翰·佛蘭斯蒂德的Atlas Coelestis（英语：Atlas Coelestis）星圖。
- 1801年：約翰·波德的Uranographia星圖。
- 1843年：弗里德里希·阿格蘭德的Uranometria Nova星圖。

### 攝影的
- 1914年：一本非常早期的攝影地圖集，《富蘭克林-亞當斯圖表》。作者是約翰·富蘭克林·亞當斯（英语：John Franklin-Adams）。
- 漢斯·維倫伯格（Hans Vehrenberg）的法爾考星圖集（Falkau Atlas），恆星的星等達到13等。
- 漢斯·維倫伯格的Atlas Stellarum星圖，恆星的星等達到14等。
- 恆星的星等達到13.5等的"真實視星等攝影星圖"（Christos Papadopoulos）。
- "劍橋攝影星圖"，阿克塞爾·梅林格(Axel Mellinger)和羅納德·斯托揚(Ronald Stoyan)在2011年製作。自然的顏色，1°/cm，恆星的視星等達到14等。

### 可從檔案中免費列印
- The TriAtlas Project （页面存档备份，存于）
- Toshimi Taki Star Atlases （页面存档备份，存于）
- DeepSky Hunter Star Atlas （页面存档备份，存于）
- Andrew Johnson mag 7

## 外部連結
- Star Maps （页面存档备份，存于） from Ian Ridpath's Star Tales website.
- The Mag-7 Star Atlas Project （页面存档备份，存于）
- Historical Celestial Atlases on the Web （页面存档备份，存于）
- Felice Stoppa's ATLAS COELESTIS （页面存档备份，存于）, an extensive collection of 51 star maps and other astronomy related books stored as a multitude of images.
- Monthly star maps for every location on Earth （页面存档备份，存于）
- Easy to use monthly star maps for northern and southern hemispheres. Helpful target lists for naked eye, binocular, or telescope viewing. （页面存档备份，存于）
- Collection of rare star atlases, charts, and maps 的存檔，存档日期2018-03-25. available in full digital facsimile at Linda Hall Library.
- Navigable online map of the stars （页面存档备份，存于）, Stellarmap.com.
- The Digital Collections of the Linda Hall Library include:
  - "Astronomy: Star Atlases, Charts, and Maps" （页面存档备份，存于）, a collection of more than 60 star atlas volumes.
  - "Astronomy: Selected Images （页面存档备份，存于）, a collection of high-resolution star map images.
  - "History of Cosmology: Views of the Stars" （页面存档备份，存于）, high-resolution scans of prints relating to the study of the structure of the cosmos.